# Анна Ким
Анна Ким (на немски: Anna Kim) е австрийска поетеса и писателка на произведения в жанра драма, лирика и документалистика.

## Биография и творчество
Анна Ким е родена на 10 септември 1977 г. в Теджън, Южна Корея. Семейството ѝ се премества в Западна Германия през 1979 г., където баща ѝ заема академичен пост и преподава изобразително изкуство. Живеят в Брауншвайг и Гисен. Получава през 2000 г. магистърска степен по специалността философия и театрознание във Виенския университет с дипломна работа на тема „Теорията на романа на Дьорд Лукач“. От 2000 до 2002 г. живее в Лондон и Кеймбридж, след което се завръща във Виена.
От 1999 г. редовно публикува свои творби във вестници, списания („manuskripte“, „Zwischenwelt“ и „Volltext“), и антологии. От 2000 г. е член на Асоциацията на авторите от Грац.
Първият ѝ роман „Bilderspuren“ (Следи от снимки) е издаден през 2002 г. През 2004 г. получава Виенската стипендия за писатели.
Вторият ѝ роман „Замразеното време“ е издаден през 2008 г. Млада жена е отвлечена от селото си по време на Косовската война и става част от 30 000 души обявени за безследно изчезнали след края на военните действия. Съпругът ѝ започва да я издирва заедно със сътрудничка на Червения кръст, а между тях започва любовна връзка в противоречие с „законите“ на патриархалното албанско семейство. Историята описва ежедневието в района на албано-косовско-сръбския граничен район, продължаващите конфликти и работата на археолози и криминалисти, които се опитват да идентифицират откритите мъртви. Книгата е удостоена с наградите „Хайнрих Трайхл“ на Австрийския Червен кръст, литературната стипендия „Елиас Канети“ и през 2012 г. наградата за литература на Европейския съюз.
В периода през 2009/2010 г. участва в проекта „mitSprache unterwegs“ на австрийски литературни институции и пътува до Гренландия. За наблюденията си публикува доклада „Die Invasionen des Privaten“ (Нашествието на частното) по темата за постколониализма и идентичността на местното население в Гренландия. През 2012 г. по тази тема е издаден романа ѝ „Anatomie einer Nacht“ (Анатомия на една нощ).
През 2017 г. е издаден романа ѝ „Die große Heimkehr“ (Голямото завръщане вкъщи), който разтлежда темата за разделянето на Корея, шпионирането и предателствата, и последиците от тоталитаризма.
Анна Ким живее във Виена.

## Произведения

### Самостоятелни романи
- Bilderspuren (2002)
- Die gefrorene Zeit (2008) – награда „Хайнрих Трайхл“ и награда за литература на Европейския съюз
Замразеното време, изд.: ИК „Колибри“, София (2018), прев. Жанина Драгостинова
- Anatomie einer Nacht (2012)
- Die große Heimkehr (2017)
- Danbi Leads the School Parade (2020)

### Поезия
- Das Sinken ein Bückflug (2006)

### Други
- Exile (2002)
- Das unbedingte Berühren (2003)
- Verborgte Sprache (2004)
- Experiment und Krieg (2004)
- Making Of (2004)
- Die Bilderspur (2004)
- Das Versteck (2005)
- Das Archiv (2005)
- Hunde ziehen vorbei (2005)
- Die Form der Erinnerung (2010)
- Fingerpflanzen (2017)

### Документалистика
- Die Invasionen des Privaten (2011)
- Der sichtbare Feind. Die Gewalt des Öffentlichen und das Recht auf Privatheit (2015)